# یاتسک کرول
یاتسک کرول (لهستانی: Jacek Król؛ ‏ زادهٔ ۷ آوریل ۱۹۷۳) بازیگر اهل لهستان است. وی دانش‌آموختهٔ آکادمی ملی هنرهای نمایشی آ.س.ت. در کراکوف است.
از فیلم‌ها یا مجموعه‌های تلویزیونی که وی در آن‌ها نقش داشته‌است، می‌توان به در خیابان سپولنی، خودِ زندگی، دو روی سکه، خانه کشیش، تشخیص، دوستان، کمیسر آلکس، قانون حقیقی، رنگ‌های خوشبختی، دوران افتخار، در خوشی و سختی، هتل ۵۲، پزشکان، ۳۹ و نیم، جک استرانگ، عواقب و کرکس اشاره نمود.